# Ilex qingyuanensis
Ilex qingyuanensis är en järneksväxtart som beskrevs av Chao Zong Zheng. Ilex qingyuanensis ingår i släktet järnekar, och familjen järneksväxter. Inga underarter finns listade i Catalogue of Life.